# Австралийский католический университет
Австралийский католический университет (англ. Australian Catholic University) — университет, имеющий кампусы по всей Австралии: в Брисбене, Сиднее, Канберре, Мельбурне, Балларате и Аделаиде. Он также является одним из немногих австралийских университетов, у которого есть филиалы в Европе (например, в Риме).
Австралийский католический университет имеет семь научно-исследовательских институтов, исследующих четыре приоритетных направления : богословие и философию, здоровье, образование, правосудие и социальную справедливость.

## История
АКУ был основан из католических высших учебных заведений, которые вели подготовку учителей и медсестер с середины XIX века. В настоящее время АКУ является частью глобальной сети католических университетов по всему миру, имея связи с более чем 190-ми католическими университетами и учебными заведениями по всему миру.